# Бергонье, Жан
Жан Бергонье (фр. Jean Bergonié; 1 октября 1857 — 2 января 1925) — французский врач, физиотерапевт, радиолог. Заложил основы физиотерапии и рентгенологии во Франции. Первым установил зависимость между некоторыми свойствами клеток живого организма и их чувствительностью к ионизирующему излучению. Это открытие вошло в анналы медицины в 1906 году под названием «закон Бергонье-Трибондо» (исследование проводилось совместно с другим ученым L. Tribondeau). Согласно данному закону, клетки тем чувствительнее к облучению, чем быстрее они размножаются, чем продолжительнее у них фаза митоза и чем менее они дифференцированы. Но позднее формулировка были несколько изменена.
Также Ж. Бергонье предложил использовать метод гальванизации для лечения неврита лицевого нерва, невралгии тройничного нерва. В этих целях он рекомендовал использовать электроды с тремя отростками, расположенными в форме буквы «Э» (маска Бергонье), или двумя отростками (полумаска). Является основателем Института физиотерапии в Бордо (1897).